# Weseler Glacis

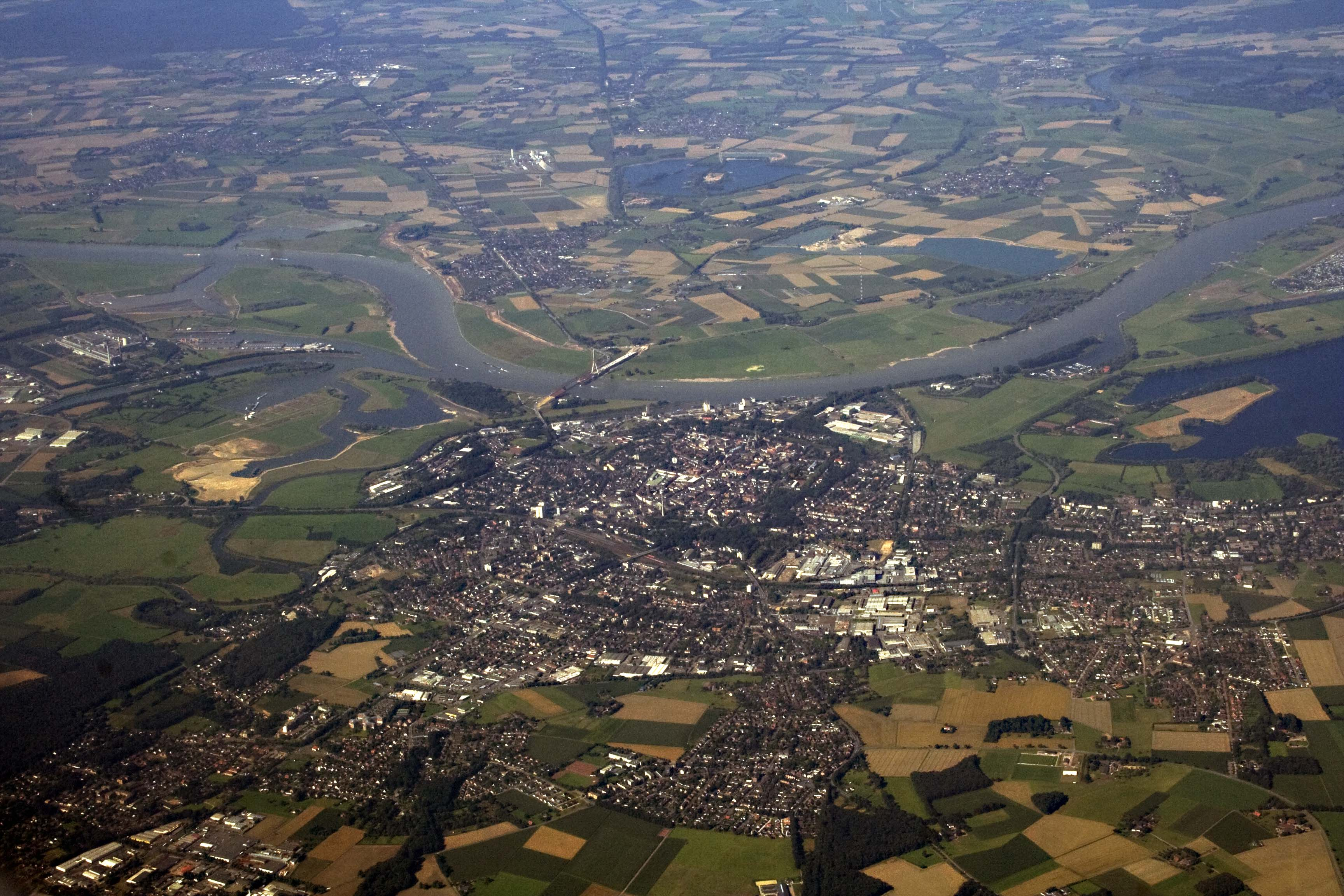
Luftbild der Weseler Innenstadt und umliegender Stadtteile; besonders Nord- und Ostglacis (in Blickrichtung vor der Innenstadt gelegen) sind zu erkennen.

Das Weseler Glacis umfasst mehrere Waldgebiete am Rand der Innenstadt von Wesel am Niederrhein. Ursprünglich handelte es sich der eigentlichen Bedeutung eines Glacis entsprechend um eine von Bebauung und Baumbewuchs freie Fläche außerhalb der Stadtmauern, die die Festungsstadt Wesel umgaben. Nach der in den 1880er Jahren eingeleiteten Entfestigung der Stadt entstanden die Waldgebiete. Wie sich anhand der Formen im Stadtplan leicht nachvollziehen lässt, wurde stellenweise auch das Gelände ehemaliger vorgelagerter Bastionen einbezogen (Nordglacis beiderseits der Caspar-Baur-Straße sowie Reststück des Ostglacis).

## Lage
Das Glacis lässt sich in Nord-, Ost-, West- und Lippeglacis unterteilen, nach denen jeweils angrenzende Straßen benannt sind (z. B. Am Nordglacis). Es verläuft als Grüngürtel im Norden, Westen und Süden um den Innenstadtkern herum und wird von einem Wegenetz für Fußgänger und Radfahrer durchzogen. Es liegt knapp außerhalb der heutigen Ringstraßen, welche auf dem früheren Verlauf der Festungsmauern gebaut wurden. Am Ostrand der Innenstadt fehlt für einen längeren Abschnitt eine bewaldete Zone. Das Ostglacis trägt zwar den entsprechenden Namen, endet jedoch bereits an der Einmündung der Bundesstraße 58 in den Straßenring um die Stadt. Im Bereich um den Weseler Bahnhof und den dort gelegenen Bahnanlagen gibt es daher kein Waldgebiet. Auch im Südwesten nahe dem Städtischen Rheinhafen Wesel fehlt ein solches Gebiet. Die Waldgebiete an West-, Nord- und Ostglacis gehen nahezu ineinander über und sind nur durch einige Straßen unterbrochen. Das Lippeglacis ist mit den weiteren Bereichen dagegen nicht verbunden und liegt südlich der Bundesstraße 8 und nahe der namensgebenden Lippe. Nur kleine Abschnitte des Glacis wurden bebaut, allerdings grenzt der Wald teilweise direkt an umliegende bebaute Grundstücke an.
Auch ein Waldstreifen im Weseler Ortsteil Schepersfeld trägt umgangssprachlich die Bezeichnung „Glacis“.

## Geschichte
Unter preußischer Herrschaft diente Wesel als Festungsstadt, was die Ausdehnung und Entwicklung der Stadt einschränkte. Für umliegende Gebiete wie das heutige Schepersfeld gab es erhebliche Beschränkungen beim Bau von Gebäuden und die direkt vor den Festungsmauern gelegenen Flächen sollten als Glacis gänzlich von Bebauung und Baumbewuchs freigehalten werden. Damit sollte die Fläche vor den Mauern im Fall eines Angriffs gut überschaubar sein. 1889 erwarb die Stadt im Zuge der drei Jahre zuvor begonnenen Entfestigung fast das gesamte Glacis. Ein Jahr später begann an der Stelle der früheren Festungsmauern der Bau der Ringstraßen und im Glacis wurde der Wald angelegt. Zu Beginn des Ersten Weltkriegs wurden im August 1914 Fällarbeiten im Glacis vorgenommen, um wieder ein freies Schussfeld für den Fall eines Angriffs auf die Stadt herzustellen. Eine weitreichende Rodung des Waldes wurde jedoch nicht umgesetzt, da die Zuständigkeit für solche Maßnahmen auf die lokale Verwaltung übertragen wurde und diese das Vorhaben nicht fortführte. Die heutigen Ringstraßen sind mit einer abschnittsweise unterbrochenen Mittelallee ausgestattet, welche zwischen beiden Fahrtrichtungen steht und überwiegend aus Ahornblättrigen Platanen und Linden besteht. Mit dem Friedhof an der Caspar-Baur-Straße und dem jüdischen Friedhof am Ostglacis wurden zwei Friedhöfe am Rand des Glacis angelegt.

## Natur
Die Waldgebiete werden von 40 Vogelarten bewohnt und sind ein potenzielles Sommerquartier für Fledermäuse, welche im Winter unter anderem in einer Kasematte unterhalb des Heubergparks leben. Durch die Entfernung von Totholz, welche zur Sicherheit von Passanten durchgeführt werden muss, gehen verschiedenen Vogelarten potenzielle Unterschlüpfe verloren, werden jedoch durch im Wald platzierte Vogelhäuschen und Nistkästen künstlich ersetzt. Um eine zu starke Ausweitung des Baumbestands zu vermeiden, nimmt ein städtischer Betrieb gelegentlich Fällarbeiten vor.
In den Waldgebieten gab es zeitweise zwei Spielplätze und einen Trimm- sowie einen Naturlehrpfad. 2013 wurde für einen nahegelegenen Kindergarten ein 520 Quadratmeter großer Waldspielplatz im Glacis angelegt.